# Holoplatys rainbowi
Holoplatys rainbowi is een spinnensoort uit de familie springspinnen (Salticidae). De soort komt voor in Queensland.